# Édouard Remouchamps
Édouard Remouchamps (nacido en 1836, fallecido en 1900) fue un dramaturgo belga en lengua valona. También conocido como poeta, Maurice Piron le juzgó digno de aparecer en la Anthologie de la littérature wallonne (págs. 114-117).
Su obra de teatro Tâti l'pèriquî (Gauthier el peluquero) fue estrenada en Lieja el 10 de octubre de 1885. Piron comenta:

El éxito [...] fue prodigioso. Era el Molière de El Burgués gentilhombre, del que el valón encontraba la vena a través de la representación de un tipo de todos los tiempos: el rico imaginario. Al cómico del carácter se le une la observación sabrosa de un medio popular de Lieja escrito en un estilo a la par del mayor genio de la lengua del territorio. Se ha dicho todo de su valor [...] que contribuyó al renacimiento del teatro dialectal [...] que ha dado su primer soplo al movimiento valón al completo
Maurice Piron

La obra fue representada en toda las provincias francófonas y también en el Théâtre royal flamand en Bruselas y en Amberes, provocando muchas controversias, incluso en los periódicos flamencos, que revelaron que en las representaciones de Namur se había adaptado la lengua, lo que, a los ojos del Vlaamsche illustratie, probaba que el valón no estaba más unificado que las hablas flamencas.